# Trachusa ridingsii
Trachusa ridingsii är en biart som först beskrevs av Cresson 1878.  Trachusa ridingsii ingår i släktet hartsbin, och familjen buksamlarbin. Inga underarter finns listade i Catalogue of Life.